# Hermya melanoptera
Hermya melanoptera är en tvåvingeart som först beskrevs av Townsend 1928.  Hermya melanoptera ingår i släktet Hermya och familjen parasitflugor. Inga underarter finns listade i Catalogue of Life.